# Албарасин
Албарасин (на испански: Albarracín) е град в автономна област Арагон, североизточна Испания. Населението му е 928 души (по данни към 1 януари 2017 г.).
Разположен е на 1 182 m надморска височина в Иберийските планини, на 10 km западно от град Теруел. Селището съществува още през мюсюлманската епоха и носи името на мавърския род Ал-Бану Разин. През XI век е център на таифа, а от 1167 година е самостоятелна християнска сеньория, присъединена през 1300 година към Арагон.